# 尼泊尔共产党 (马特里·萨姆哈)
尼泊尔共产党，通称尼泊尔共产党 (马特里·萨姆哈)，是尼泊尔的一个已不存在的共产主义政党。该党是由雷亚玛吉（Keshar Jung Rayamajhi）建立，1983年9月，他被开除出亲苏的尼泊尔共产党 (布玛)。1985年以后，该党变得沉寂。1986年，有报道称，雷亚玛吉很快就被开除党籍，在他被开除后，该党使用了「马特里·萨姆哈」（意为“母亲团体”）的名称。